# キュストリン
キュストリン（ドイツ語: KüstrinまたはCüstrin、ポーランド語: Kostrzyn）は、第二次世界大戦終結までのドイツで、以前のプロイセン王国ブランデンブルク州におけるオーデル川とヴァルタ川の合流点にあった町である。戦後、町を南北に流れるオーデル川で新しい国境線（オーデル・ナイセ線）が引かれたため、町のほとんどである東岸の地区はポーランド人民共和国のコストシン・ナド・オドロンに、一部であった西岸の地区はドイツ民主共和国に分割された。